# Зальцбургская кирха
Зальцбургская кирха (нем. Salzburger Kirche) — действующая евангелическо-лютеранская кирха в городе Гусев Калининградской области. Относится к Калининградскому пробству.

## История
В 1732 году в Пруссию по приглашению Фридриха Вильгельма I переселились 16 тысяч зальцбургских протестантов, преследуемых католической церковью. Из них около 12 тысяч поселились на территории современного Гусевского района.
В 1752-1754 годах переселенцы построили временную кирху. 18 июня 1839 года на её месте была заложена новая Зальцбургская кирха. 15 октября 1840 года кирха была освящена. Из города Мемель (ныне - город Клайпеда, Литва) был привезен орган производства 1835 года .

## Описание
Зальцбургская кирха представляет собой неоклассическое строение из кирпича. В западной части расположена башня. В круглых арках с северной и южной сторон имеется по три больших окна.

## Современное состояние
Во время Второй мировой войны кирха пострадала незначительно. После войны в ней находился склад дорожного ремонтно-строительного управления. В 1993-1998 годах здание было отреставрировано.
В настоящее время кирха используется евангелическо-лютеранской общиной. Рядом с кирхой расположен диаконический центр «Дом Зальцбург».
Постановлением Правительства Калининградской области от 23 марта 2007 года № 132 зданию присвоен статус объекта культурного наследия регионального значения.